# Prehn-Zeichen
Das Prehn-Zeichen ist ein differentialdiagnostisches Zeichen zur Differenzierung des akuten Skrotums. Mit ihm kann zwischen einer Hodentorsion und einer Entzündung des Nebenhodens (Epididymitis) bzw. des Hodens (Orchitis) unterschieden werden. Im klassischen Fall vermindert sich der Hodenschmerz bei einer Epididymitis und Orchitis durch das Anheben des schmerzenden Hodensackes. Im Gegensatz hierzu bleibt die Schmerzabnahme bei Vorliegen einer Hodentorsion aus, der Schmerz nimmt gegebenenfalls zu. Dieses Verfahren wurde durch den amerikanischen Urologen D. T. Prehn im 20. Jahrhundert beschrieben.
Das Prehn-Zeichen ist nicht beweisend, so dass in der Regel weitere diagnostische Maßnahmen notwendig sind (Dopplersonographie). Nach ca. vier bis sechs Stunden ist das Untersuchungsergebnis zudem wegen beginnender Nekrotisierung nicht mehr so klar. Aufgrund des engen Zeitfensters (Organverlust innerhalb von etwa sechs Stunden) wird in unklaren Fällen der Hoden operativ freigelegt.

## Durchführung
Der Untersucher hebt den betroffenen Hoden an.
- Die Schmerzen nehmen bei Anhebung des Hodensackes ab: Das Prehn-Zeichen ist positiv, was auf eine Orchitis oder Epididymitis hinweist.
- Die Schmerzen nehmen bei Anhebung des Hodensackes zu oder bleiben unverändert: Das Prehn-Zeichen ist negativ. Dies ist z. B. bei einer Hodentorsion der Fall.